# Umirolimus
Umirolimus (INN/USAN) là một chất ức chế miễn dịch, một loại macrocyclic lactone, một dẫn xuất lipophilic rất cao của sirolimus. Thuốc này thuộc sở hữu của Biosensors International, công ty sử dụng nó trong stent rửa thuốc của chính mình và cấp phép cho các đối tác như Terumo.
Umirolimus ức chế tế bào T và tăng sinh tế bào cơ trơn, và được thiết kế để sử dụng trong stent rửa thuốc. Chất tương tự này có một sửa đổi hóa học ở vị trí 40 của vòng rapamycin. Nó có đặc tính ức chế miễn dịch mạnh tương tự như sirolimus, nhưng thuốc được hấp thụ nhanh hơn bởi thành mạch, dễ dàng gắn vào và đi vào màng tế bào cơ trơn gây ra sự bắt giữ chu kỳ tế bào ở G0, và có thể so sánh với sirolimus về hiệu lực.

## Tác dụng sinh lý của umirolimus
Sự kiện sinh học quan trọng liên quan đến việc restenotic quá trình là sự gia tăng của các tế bào cơ trơn để đáp ứng với sự mở rộng của một vật thể lạ vào tường tàu. Phản ứng tăng sinh này được bắt đầu bằng sự biểu hiện sớm của các yếu tố tăng trưởng như đồng dạng PDGF, bFGF, thrombin, liên kết với các thụ thể tế bào.
Chìa khóa để hiểu cơ chế mà các hợp chất như umirolimus ức chế sự tăng sinh tế bào dựa trên các sự kiện xảy ra ở hạ lưu của liên kết yếu tố tăng trưởng này. Các sự kiện tải nạp tín hiệu mà đỉnh điểm là bắt giữ chu kỳ tế bào trong pha G1 được bắt đầu do kết quả phối tử với một immunophilin được gọi là protein liên kết FK-12. Việc chỉ định FK dựa trên các nghiên cứu ban đầu được thực hiện với tacrolimus, trước đây gọi là FK-506, liên kết protein tế bào chất này với ái lực cao. 